# Montaudin
Montaudin é uma comuna francesa na região administrativa da Pays de la Loire, no departamento de Mayenne. Estende-se por uma área de 21,66 km². Em 2010 a comuna tinha 929 habitantes (densidade: 42,9 hab./km²).